# Jordi I d'Alexandria
Jordi I d'Alexandria va ser patriarca de l'Església Ortodoxa d'Alexandria de l'any 621 al 630. Va ser elegit patriarca quan l'emperador Heracli va reconquerir Egipte. Quan els àrabs eren a punt d'invadir Egipte, Jordi va abandonar la ciutat.
Va succeir Joan l'Almoiner. Se li ha atribuït una biografia de Joan Crisòstom, que Foci va incloure al Myriobiblos, i les traduccions d'uns fragments del salm 25.
Segons la Crònica de Teòfanes el Confessor el seu episcopat va durar 14 anys: va començar el 619/620 i va acabar el 632/633.